# 殘波岬燈塔
殘波岬燈塔位於沖繩縣沖繩島中之讀谷村殘波岬突端，為白土粉大型燈塔。周邊被指定為沖繩海岸國定公園，有30m高之斷崖絶壁延長約2km長，呈現出廣闊雄偉的景觀 。

## 歷史
- 1974年（昭和49年）3月30日，設置並初點燈。
- 2001年（平成13年）8月，根據需求成為一般開放的參觀燈塔。

## 燈塔結構與行政諸元

### 燈塔結構諸元
- 航路標識番號：7101 [F4740.3]。
- 塔身塗色・構造：塔身為白色，塔形為圓形水泥混凝土造。
- 燈器：LB-90型燈器。
- 燈質：群閃白光（每10秒2閃光）
- 實効光度：64萬cd。
- 光程：18.0浬＜約33km＞。
- 明弧：全度。
- 塔高＜地上～塔頂＞：30.61m。
- 燈高＜平均海面～燈火＞：40.03m。
- 燈塔座標：北緯26度26分28秒、東經127度42分49秒。

### 燈塔行政諸元
- 管轄機關：日本海上保安廳第11管區海上保安本部。
- 初點燈：1974年（昭和49年）3月30日。
- 所在地：沖繩縣中頭郡讀谷村字宇座岬原。

## 參觀資訊
為一般開放（費用大人300円、小孩50円）的參觀燈塔，可登頂瞭望。從燈塔上，有相當好的視野可以觀望到東海。天氣晴朗的話，可以望見粟國島、渡名喜村、久米島等之島嶼。

## 關連項目
- 燈塔
- 參觀燈塔
- 沖繩縣燈塔列表
- 日本燈塔50選

## 外部連結
- （日語）残波岬の灯台(YouTube)
- （日語）残波岬：沖縄観光ドライブ旅行
- （日語）＜岬と灯台写真館＞　残波岬と灯台（沖縄県）
- （日語）灯台用語集Ｆ （页面存档备份，存于）
- （中文）殘坡岬介紹與燈塔觀光說明 （页面存档备份，存于）